# Stadio San Nicola
Stadio San Nicola (Stadion Sveti Nikola) je višenamjenski stadion u Bariju, Italija. Koristi se većinom za nogometne utakmice lokalnog kluba A.S. Bari. Poznat je kao domaćin finala Kupa prvaka 1991., kojeg je osvojila Crvena zvezda. Stadion je nalik cvijetu s apuljskih ravnica. Kako bi se dobila autentičnost s cvijetom, krov stadiona se satoji od 26 'latica'.
Stadion ima kapacitet od 58.270 sjedala, ali dosad nijednom nije bio popunjen; u finalu Kupa prvaka 1991., broj gledatelja bio je 51.000. 
Sagrađen je 1990. godine za tadašnje Svjetsko nogometno prvenstvo,gdje je odigrano 5 utakmica na stadionu.
Na stadionu je odigrano nekoliko utakmica kvalifikacija za UEFA Euro 2008 i FIFA SP 2010.

## Poznate utakmice
- Finale Kupa prvaka 1991.: Crvena zvezda - Marseille (5:3(p))

- Svjetsko prvenstvo u nogometu – Italija 1990.:

| SSSR         | – | Rumunjska |
| Kamerun      | – | Rumunjska |
| Kamerun      | – | SSSR      |
| Čehoslovačka | – | Kostarika |
| Italija      | – | Engleska  |

## Vanjske poveznice
- Stadio San Nicola na Structurae.de
- Stadio San Nicola na StadiumGuide.com
- Video i slike stadiona San Nicola

| Prethodnik:   | Domaćin finala Kupa prvaka 1991. | Nasljednik:     |
| Praterstadion | Domaćin finala Kupa prvaka 1991. | Wembley Stadium |